# A Theory of Justice
A Theory of Justice (en anglés en l'original; Teoria de la justícia) és un assaig de filosofia política i moral escrit per John Rawls. Es va publicar el 1971 i revisar tant el 1975 (per a les edicions traduïdes) com el 1999. En Theory of Justice Rawls intenta resoldre el problema de la justícia distributiva emprant una variant del recurs familiar del contracte social. La teoria que en resulta es coneix com a "justícia com a equitat", de la qual Rawls deriva els seus dos cèlebres principis de justícia: El principi de llibertat i El principi de diferència.

## Teoria
En A Theory of Justice John Rawls argumenta heurísticament a favor d'una reconciliació dels principis de llibertat i igualtat. De manera medul·lar a aquest esforç, correspon fer un recompte de les circumstàncies de la justícia (inspirat en David Hume), i d'una situació d'elecció justa (més propera a Kant) per a les parts enfrontades a aquestes circumstàncies i que es troben en la cerca de principis de justícia que en guien la conducta. Aquestes parts s'enfronten a una escassetat moderada i no són pas ni naturalment altruistes ni purament egoistes: tenen finalitats a promoure. John Rawls ofereix un model d'una situació d'elecció justa (la posició original amb el seu vel d'ignorància) dins la qual les parts hipotèticament triarien principis de justícia mútuament acceptables. En aquestes restriccions, Rawls argumenta que les parts trobarien atractius els seus principis de justícia afavorits, i superarien altres alternatives, incloent-hi la utilitarista i la llibertària. L'assaig es divideix d'aquesta manera:
Primera part. La teoria
- Capítol 1: La justícia com a imparcialitat (seccions 1-9)
- Capítol 2: Els principis de la justícia (seccions 10-19)
- Capítol 3: La posició original (seccions 20-30)

Segona part. Institucions
- Capítol 4: Igualtat de la llibertat (seccions 31-40)
- Capítol 5: Porcions distributives (seccions 41-50)
- Capítol 6: El deure i l'obligació (seccions 51-59)

Tercera part. Els fins
- Capítol 7: La bondat com a racionalitat (seccions 60-68)
- Capítol 8: El sentit de la justícia (seccions 69-77)
- Capítol 9: El bé de la justícia (seccions 78-87)

Tots els capítols tenen seccions introductòries en què John Rawls fa una classificació de l'estructura sencera del treball. En les quatre primeres seccions hi ha una introducció a les idees intuïtives bàsiques de la teoria de la justícia, que es tracten fil per randa en els capítols 2 a 4. Els capítols 5 a 9 aprofundeixen en algunes preguntes específiques i, sobretot, en la raó de les posicions bàsiques contingudes en la teoria.

## La "posició original"
D'acord amb Locke, Rousseau i Kant, Rawls pertany a la tradició contractualista. Tanmateix, el contracte social de Rawls té una manera lleument diferent de la de pensadors anteriors. Rawls desenvolupa el que afirma que són principis de justícia per mitjà de l'ús d'un recurs deliberadament artificial al qual denomina posició original, des del qual es decideixen aquests principis darrere d'un vel d'ignorància. Aquest "vel" té per funció encegar les persones sobre tots els fets sobre elles mateixes que poguessen ennuvolar la noció de justícia que es cree.
| « | Ningú no coneix el seu lloc en la societat, la seua posició de classe o estatus social, i tampoc ningú no coneix la seua sort en la distribució d'actius i habilitats naturals, la seua intel·ligència, força, i coses similars. Assumiré fins i tot que les parts no coneixen pas les seues concepcions del bé o propensions psicològiques particulars. Els principis de justícia es trien rere un vel d'ignorància. | » |

D'acord amb Rawls, la ignorància d'aquests detalls sobre si mateix durà a principis que siguin justos per a tot el món. Si un individu desconeix com acabarà en la seua concepció de la societat, és probable que no privilegie una determinada classe de persones, sinó que més aviat desenvolupe un esquema de justícia que tracte a tot el món justament. Rawls afirma que els qui es troben en la posició original adoptarien una estratègia màxima, la qual maximitzaria la posició dels menys afortunats.
| « | Es tracta dels principis que persones racionals i lliures interessades a promoure el seu interés acceptarien en una posició original d'igualtat, de manera que definisca els fonaments dels termes de la seua associació. | » |

És important tenir en compte que l'acord que es deriva de la posició originària és tant hipotètic com no històric. És hipotètic en el sentit que els principis que se'n deriven són el que les parts acordarien, sota certes condicions legitimadores, i no els que han acordat. És a dir, Rawls intenta persuadir-nos dels principis de justícia que acordaríem si estiguéssem en la posició originària i que aquests principis tenen pes moral com a resultat d'això. És no històric en el sentit que no se suposa que l'acord haja ocorregut, ni que ni tan sols pogués produir-se.
John Rawls opina que les parts en la posició originària adoptarien dos principis d'aquesta mena, els quals governarien l'assignació de drets i obligacions, i regularien la distribució d'avantatges socials i econòmics mitjançant la societat.

## El primer principi de justícia
| « | Primer: cada persona ha de tenir un dret igual al més extens sistema total de llibertats bàsiques compatible amb un sistema similar de llibertat per a tot el món. | » |

Parlant d'una manera aproximada, les llibertats bàsiques ciutadanes són la llibertat política (com ara, de votar i presentar-se a càrrecs d'elecció), llibertat d'expressió i d'associació, llibertat de consciència i llibertat de pensament, llibertat de la persona alhora que el dret de tenir propietat personal, i llibertat de no ser objecte de detenció arbitrària. És motiu d'un cert debat que se'n puga inferir la llibertat de contracte, com si estigués inclosa en aquestes llibertats bàsiques.
El primer principi es pot considerar absolut i no pot ser transgredit, ni tan sols en nom del segon principi, per sota d'un nivell no especificat però baix de desenvolupament econòmic (sota la major part de circumstàncies, el primer principi n'és lèxicament anterior al segon). Atés, però, que algunes llibertats bàsiques poden entrar en conflicte, caldria intercanviar-les entre si per tal d'obtenir el més gran sistema de drets possible. Hi ha, per tant, certa incertesa sobre exactament què és ordenat pel principi, i és possible que un grup de conjunts de llibertats en satisfacen els requeriments.

## El segon principi de justícia
| « | Les desigualtats econòmiques i socials s'han d'estructurar de manera que siguen per a: 1. major benefici dels menys avantatjats, d'acord amb un principi d'estalvi just (principi de diferència). 2. units als càrrecs i funcions assequibles a tot el món, en condicions de justa igualtat d'oportunitats. | » |

## Justícia distributivaversusjustícia assignativa (allocative justice)
Una de les qüestions centrals de l'assaig de John Rawls fou definir l'abast de la seua teoria. Així, resulta central tenir a la vista quina és la pregunta central de la justícia distributiva. Per a l'autor, la pregunta  mai no fou com assignar recursos o béns, ni tan sols com distribuir-los, sinó com organitzar l'estructura bàsica social. Per a J. Rawls, el problema de la justícia distributiva dins els marges del  justice as fairness en fou sempre el mateix: "com han d'estar regulades les institucions de l'estructura bàsica […] perquè un sistema social de cooperació equitatiu, eficient i productiu es puga mantenir al llarg del temps, d'una generació a l'altra” (J. Rawls 2001, 50). Açò contrasta amb el problema molt diferent de com un conjunt determinat de productes "hauria de ser distribuït o assignat entre individus les especials necessitats dels quals, desigs i preferències són coneguts per nosaltres" (J. Rawls 2001, 50). Sols aquest segon problema és el de la justícia assignativa (Cf. Aguayo 2018, 102-105).
L'autor rebutja categòricament identificar la seua concepció de la justícia distributiva amb la idea d'una justícia assignativa; fins arriba a dir que la idea central de la justícia assignativa és incompatible amb la idea per mitjà de la qual la justícia com a imparcialitat s'organitza (Cf. J. Rawls 1971, 88; 2001, 50-51). La justícia assignativa té l'eficiència com a horitzó, mentre que la justícia distributiva tendeix a l'equitat. La justícia assignativa, a més a més, concep els subjectes com merament racionals, en què la racionalitat és sempre racionalitat estratègica, mentre que la justícia distributiva els concep com a racionals, però subjectes amb "raonables limitacions en la tria dels principis" (J. Rawls 1971, 13). Per a l'autor, entendre la justícia distributiva com una qüestió d'assignació de recursos comporta bandejar la reflexió moral sobre les raons que tenim per a preferir un mode general d'organització social enfront d'un altre, o per a defensar una estructura bàsica de la societat regulada per principis que determinen l'equitativa distribució dels béns socials. Aquesta reflexió, encaminada a la justificació i determinació de les bases morals de l'estructura de la societat, és el tema de la justícia distributiva de Rawls.

## La raó pública en la teoria de Rawls
La raó pública és una idea que l'autor amplia en La Justícia com a equitat, i complementa la seua teoria de la justícia. La raó pública fa que la ciutadania establisca normes i principis justos en una societat pluralista, respectant les creences individuals de cada persona, sempre que aquestes no interferisquen en la llibertat i la igualtat dels altres. John Rawls descriu la raó pública com una "forma de raonament pròpia de ciutadans iguals que s'imposen a si mateixos, com a cos col·lectiu, normes que tenen el suport del poder de l'estat. Les pautes de recerca i els mètodes de raonament compartits fan aquesta raó pública, alhora que la llibertat d'expressió i pensament en un règim constitucional fan aquesta raó lliure”. Aquesta idea indica que, en una democràcia constitucional, la ciutadania empra pautes de recerca i raonament compartides, i això fa que el debat públic siga lliure i racional.

## Rellevància del treball posterior de Rawls
Tot i que Rawls mai es retractà del seu argument central en Teoria de la justícia, modificà la seua teoria substancialment en obres posteriors. La discussió en aquest article es limita a les seues posicions com apareixen en Teoria de la justícia, que és una obra important de la filosofia política, tot i que controvertida i molt criticada.

## Crítiques aTeoria de la justícia
Teoria de la justícia feu una contribució important per al restabliment de l'interés per la filosofia política i així ha servit com a base de gran part del debat des de llavors, la qual cosa significa que ha rebut també moltes crítiques.
En particular, Robert Nozick, col·lega de John Rawls a la Universitat Harvard, escrigué una defensa del liberalisme llibertari de la justícia titulada Anarquia, estat i utopia, en què criticava incisivament el treball de J. Rawls. Com que és en part una reacció a Teoria de la justícia, se solen estudiar tots dos textos plegats.
Un altre col·lega de J. Rawls a la Universitat Harvard, Michael Walzer, escrigué una defensa de la filosofia política comunitària, amb el nom d'Esferes de justícia, com a resultat d'un seminari compartit amb Robert Nozick.
Robert Paul Wolff escrigué Understanding Rawls: A Critique and Reconstruction of A Theory of Justice després de la publicació de Theory of Justice, en què criticava a J. Rawls des d'una perspectiva marxista. R. P. Wolff hi argumenta que la teoria de J. Rawls és una "disculpa" del statu quo mentre construeix la seua idea de justícia des de la pràctica existent i exclou la possibilitat que puguen donar-se problemes de justícia inherents a les relacions socials capitalistes, a la propietat privada, o a l'economia de mercat.
La teoria feminista, d'altra banda, critica a John Rawls la incapacitat del seu assaig per explicar les injustícies i les jerarquies de les relacions familiars. J. Rawls argumenta que la justícia s'havia d'aplicar només a l'"estructura bàsica de la societat", mentre que les feministes, tot centrant-se en el tema d'"el personal és polític", atribuïen a J. Rawls el fracàs de no tenir en compte les injustícies de les relacions socials patriarcals i la divisió sexual del treball.
Els supòsits de la posició originària i, en particular, l'ús del raonament maximin també han estat criticats, perquè impliquen que la selecció dels paràmetres per part de Rawls per a la posició originària en fou guiada pels resultats, calculats per a derivar els dos principis que J. Rawls plantejà i, com la "crítica contractualista" sosté, que les persones en la posició originària articulada per J. Rawls no seleccionarien els principis que Teoria de la justícia proposa. En resposta, J. Rawls emfasitza el paper de la posició originària com un "recurs de representació" per a donar sentit a la idea d'una situació de tria justa (fair choice) per a la ciutadania lliure i igual, i que la funció relativament modesta que exerceix el maximin en el seu argument és "una regla empírica heurística", donades les curioses característiques de l'elecció després del vel de la ignorància.
Certs crítics hi al·leguen que l'argument de John Rawls s'afebleix pel fracàs de qualificar la Seguretat Social com un bé primari. Els partidaris hi responen afirmant que una Seguretat Social assumible econòmicament i accessible apareix com a resultat inevitable dels beneficis obtinguts de seguir les conseqüències de la posició originària.
Una de les crítiques més influents a la teoria de J. Rawls prové del filòsof Gerald A. Cohen en uns d'assaigs que culminen en el seu Si ets igualitarista, com és que ets tan ric? (2000). Cohen hi critica la postura de J. Rawls respecte a les desigualtats sota el principi de la diferència, la seua aplicació del principi només a les institucions socials i el que veu com la seua obsessió d'utilitzar els béns primaris com a mesura (currency) d'igualtat.